# Здравствуйте, дети!
«Здравствуйте, дети!» — советский художественный фильм.

## Сюжет
Директор пионерского лагеря Елена Ивановна устраивает встречу нынешних пионеров с первыми пионерами-делегатами разных стран, которые приезжали в этот лагерь много лет назад. Собрав пионеров прошлого и настоящего, она вспоминает, как было когда-то.
В пионерском лагере — международная смена, на которую приехали дети из Советского Союза, Германии, Франции, США, Японии и других стран. Советские дети по наставлению Елены Ивановны выступают мудрыми хозяевами, не поддаваясь на всяческие провокации. А таковых хватает: два американских мальчика, белый и чёрный, продолжают придерживаться практики расового неравенства, присущей тогдашним США. Нет единства и между французскими и германскими мальчиками.
Международный педагогический коллектив договорился отказаться от пропаганды. Но время от времени договор нарушается: например, католический священник по радиоприёмнику даёт слушать мессу из собора святого Петра.
В лагерь приезжает японская девочка Инэко. В один далеко не прекрасный день у неё проявляется лучевая болезнь. Трагедия маленькой девочки объединяет всех пионеров. Ребята отправляются на поиски легендарной «травы жизни» для Инэко. Для неё делают бумажных журавликов, а для медицинских рекомендаций по лечению в лагерь съезжается международный медицинский консилиум. И дети, и взрослые объединяются в едином порыве не допустить новой Хиросимы.

## В ролях
| Актёр              | Роль                                                      |
| ------------------ | --------------------------------------------------------- |
| Людмила Скопина    | директор международного пионерского лагеря Елена Ивановна |
| Борис Виноградов   | пастор                                                    |
| Леонора Янковская  | американская учительница Элеонора                         |
| Л. Галстян         | итальянская учительница Стелла                            |
| Эдуард Изотов      | пионервожатый Толя                                        |
| Светлана Алексеева | доктор Машенька                                           |
| Лев Золотухин      | профессор Иннокентьев                                     |
| Яков Кисидо        | профессор Усихара                                         |
| Гегам Воскян       | профессор Периго                                          |
| Ральф Паркер       | профессор Эйбридж                                         |
| Эрвин Кнаусмюллер  | профессор Айзенах                                         |
| Владимир Салов     | советский солдат                                          |
| Хайнц Браун        | немецкий солдат                                           |
| Наташа Кисидо      | Инэко                                                     |
| Юра Захаров        | Ваня                                                      |
| Алёша Жарков       | пионер из Ленинграда Петя                                 |
| Володя Евстафьев   | Лёва                                                      |
| Гоги Твалавадзе    | Гиго                                                      |
| Миша Янушкевич     | Тимка                                                     |
| Миша Лапшин        |                                                           |
| Тито Ромалио       | Поль                                                      |
| Лолик Ромалио      | сестра Поля                                               |
| Николай Юдин       | садовник                                                  |

## Съёмочная группа
- Авторы сценария: Ирина Донская, Иосиф Прут
- Режиссёр-постановщик — Марк Донской
- Операторы: М. Якович, В. Чибисов
- Художник-постановщик — П. Пашкевич
- Режиссёры: В. Роговой, А. Шейн
- Композитор — П. Чекалов
- Звукооператор — Д. Флянгольц
- Текст песен Леонида Дербенёва
- Директор картины — Н. Гофман

## Съёмки
- Большинство сцен фильма снято во Всесоюзном пионерском лагере «Артек», на территории дружины «Морская».
- В роли японского врача снялся отец исполнительницы роли Инэко, преподаватель русского языка ЛГУ Яков Кисидо.

## Факты
- Фильм начинается цитатой из Максима Горького[2]:

Смотришь на детей и хочется кричать им, весело и громко:
— Эй, вы, люди! Да здравствует ваше будущее!
- Прообразом главной героини фильма послужила японская школьница Садако Сасаки, скончавшаяся от лучевой болезни в 1955 году.
- Фильм восстановлен на киностудии имени М. Горького в 1975 году.